# Monodilepas diemenensis
Monodilepas diemenensis är en snäckart som beskrevs av Harold John Finlay 1930. Monodilepas diemenensis ingår i släktet Monodilepas och familjen nyckelhålssnäckor. Inga underarter finns listade i Catalogue of Life.